# Tapung Makmur
Tapung Makmur is een bestuurslaag in het regentschap Kampar van de provincie Riau, Indonesië. Tapung Makmur telt 1819 inwoners (volkstelling 2010).